# SATURDAY AIR DRIVE
『SATURDAY AIR DRIVE』（サタデー・エア・ドライヴ）は、CROSS FMで放送されていたラジオ番組。1997年4月から2001年3月の毎週土曜日の夜、北九州本社第1スタジオから生放送された。

## 放送時間
- 1997年4月-1998年3月：19:00-24:00
- 1998年4月-1998年9月：19:00-23:00
23:00-24:00に「SATURDAY ZAURUS」（2000年9月で終了）がスタートしたため時間短縮。
- 1998年10月-1999年3月：19:00-22:00
22:00-23:00にSOPHIAの豊田和貴がナビゲーターを務める『キャメルクラッチ』（2000年3月で終了）がスタートしたため時間短縮。
- 1999年4月-2001年1月：18:00-22:00
18:00-19:00に放送されていた佐藤竹善がナビゲーターを務める『SOUND DISCOVERY』が1時間繰り上げとなったため時間拡大。
- 2001年2月-2001年3月：18:30-22:00
18:00-18:30にSOPHIAの黒柳能生がナビゲーターを務める『SEXUAL OBSESSION』（2001年9月で終了）がスタートしたため時間短縮。

## ナビゲーター
- 濱洋一（1997年4月-1998年3月）
前番組『JAM THE FUNK』から引き続き担当。番組降板後は同局での担当を離れている。
- YUYA（1998年4月-2001年3月）
同局では『BUZZ DRIVE』からの担当。同時期には『NIPPON STEEL GLOBAL EDITION』『HITS CUTS NOW』のナビゲーターを務めるほか、同時期の同局の番組でもピンチヒッターを務めた。
- 相越久枝
同局では『NAXL BOMBER』からの担当。同時期には『CHELSEA-CHAIN』『CANDY CAFE BOARD』『R2』などの番組も担当していたが、YUYAがナビゲーターになってからは特別番組でも2人で担当するなど、いわゆる「おしどりコンビ」としてリスナーの中でも有名であった。番組終了後も『CROSS DAYTIME MIX』を2人で担当した。

## 主なコーナー
- J'S POWER（1997年4月-1998年9月：21:15-22:00、1998年10月-2001年3月：21:00-21:45）
アビスパ福岡やJリーグなどの情報をJ-POPヒットを織り交ぜて紹介した。スポンサーはコカ・コーラウエストジャパン。
番組終了後は『RADIO GONG SHOW』に引き継がれた。

| CROSS FM 土曜日夜のワイド番組                           | CROSS FM 土曜日夜のワイド番組                | CROSS FM 土曜日夜のワイド番組     |
| 前番組                                                  | 番組名                                       | 次番組                            |
| ------------------------------------------------------- | -------------------------------------------- | --------------------------------- |
| J-STAGE （18:00 - 22:00）JAM THE FUNK （22:00 - 24:00） | SATURDAY AIR DRIVE （1997年4月 - 2001年3月） | RADIO GONG SHOW （19:00 - 22:00） |